# Vitor Gaspar
Vítor  Gaspar, född 1960, är en portugisisk ekonom och universitetslärare, och finansminister sedan juni 2011.
Vítor  Gaspar är utbildad ekonom från Katolska universitetet i Lissabon.